# Эчмиадзинский уезд
Эчмиадзи́нский уезд — административная единица в составе Эриванской губернии Российской империи (1859-1918), Первой Армянской республики (1918-1920), ССР Армении (1920-1929). Центр — город Вагаршапат.

## География уезда после 1874 года
В отношении рельефа Эчмиадзинский уезд может быть разделен на две части: северную, большую, возвышенную, и южную, меньшую, низменную. Возвышенный район Эчмиадзинского уезда, занимающий весь север и северо-восток его, представляет часть обширного Эриванского нагорья, высотой около 5 — 6 1/2 тыс. футов, на котором, на границе с Александропольским уездом возвышается вулканический покрытый на вершине пятнами снега массив Алагёза (Арагаца) (высотой 13436 футов над уровнем моря), покрывающий своими отрогами около третьей части площади уезда. К востоку и юго-востоку от Алагёза (Арагаца) плато (Абаран) прорезано кряжами гор, из коих некоторые (Карниарых (Араилер) — 8575 футов) поднимаются выше 8 тыс. футов. Плато почти безлесно, маловодно, покрыто вулканическими породами (лавой, трахитами и т. п.) и постепенно понижается по направлению к югу и юго-западу. Низменная часть Эчмиадзинского уезда расположена на высоте около 3 тыс. футов над уровнем моря, широкой полосой по левому берегу Аракса и в низовьях впадающих в него речек, и представляет, по своей природе, обычный тип приаракских равнин.
В гидрологическом отношении Эчмиадзинский уезд принадлежит к бассейну Аракса и орошается его левыми притоками. На западе, на границе с Карской областью, в глубоком ущелье протекает Арпачай (Ахурян), не играющий в орошении уезда почти никакой роли; то же можно сказать о реке Занге (Раздан), составляющей восточную границу уезда (с Эриванским уездом). Наибольшее значение в этом отношении имеет небольшая речка Карасу (Севджур), вытекающая из снегов Алагёза (Арагаца), с притоком Абаран (Кацах, Карпинка), протекающим с севера на юг на протяжении около 62 верст по Эчмиадзинскому уезду и доставляющим своей системой орошение множеству селений, а также и Аракс, водой из коего пользуется много селений равнинной части Эчмиадзинского уезда.

## История
Уезд образован в 1859 году путем отделения территории от Эриванского уезда Эриванской губернии. В 1870 году небольшая по площади часть территории Эчмиадзинского уезда была передана Эриванскому уезду. В 1874 году на части территории Эчмиадзинского уезда к югу от реки Аракс был образован Сурмалинский уезд. 
В период с 1918 по 1929 годы границы уезда неоднократно менялись. В 1918 году уезд вошел в состав Первой Армянской республики, в 1920 году - в состав ССР Армения. В 1929 году уезд был упразднён.

## Климат
Климат нагорной части уезда отличается суровостью, продолжительной морозной и снежной зимой и прохладным влажным с частыми градобитиями летом, далеко не везде позволяющим заниматься хлебопашеством; в более возвышенных местностях население засевает только яровую пшеницу или даже ячмень. В переходной полосе, по склонам возвышенностей, от 3 1/2 до 4 1/2 тыс. футов, к этим культурам прибавляются фруктовые сады, озимая пшеница и огороды. В низменной части Э. уезда климат отличается наибольшей умеренностью; лето здесь сухое и очень жаркое, дающее возможность разводить здесь весьма разнообразные, требующие много тепла растения, каковы: хлопчатник, рис, кунжут, клещевина и проч. Культура без искусственного орошения здесь совершенно невозможна. Зима в низменной полосе уезда продолжается недолго, но морозы и здесь достигают иногда —20°.

## Население

#### Национальный состав в XIX веке
По данным первой всеобщей переписи населения Российской империи 1897 г. в уезде проживало 124 237 чел., в уездном селении Вагаршапат — 5 267 чел.
| Год          | Население всего, чел. | Армяне           | Татары (азербайджанцы) | Курды и езиды  | Таты         | Айсоры (ассирийцы) | Великорусы (русские), малорусы (украинцы), белорусы | Грузины     | Евреи       | Турки      | Поляки     | Персы       | Греки       | Немцы       | Остальные   |
| ------------ | --------------------- | ---------------- | ---------------------- | -------------- | ------------ | ------------------ | --------------------------------------------------- | ----------- | ----------- | ---------- | ---------- | ----------- | ----------- | ----------- | ----------- |
| 1897         | 124 237               | 77 572 (62,44 %) | 35 999 (28,98 %)       | 9 724 (7,83 %) | 439 (0,35 %) | 198 (0,16 %)       | 175 (0,14 %)                                        | 51 (0,04 %) | 27 (0,02 %) | 8 (0,01 %) | 8 (0,01 %) | 5 (< 0,01%) | 2 (< 0,01%) | 20 (0,02 %) | 20 (0,02 %) |
| Конец XIX в. | 124 643               | 79 398 (63,7 %)  | 37 393 (30 %)          | 7 603 (6,1 %)  | ---          | 249 (0,2 %)        | ---                                                 | ---         | ---         | ---        | ---        | ---         | ---         | ---         | ---         |

#### Национальный и религиозный состав в 1914 году
- Армяне (ААЦ) — 101 988 (64,70 %),
- Армяне-православные — 239 (0,15 %),
- Армяне-католики — 116 (0,07 %),
- Мусульмане-шииты — 44 838 (28,44 %),
- Курды — 9 001 (5,70 %),
- Езиды — 709 (0,45 %),
- Славяне (в основном русские, православные) — 134 (0,09 %),
- Ассирийцы и другие христиане — 174 (0,11 %),
- Европейцы — 15 (0,01 %),
- Цыгане — 423 (0,27 %),
- Всего, чел. — 157 637[12].

По переписи населения СССР 1926 года население уезда составляло 114 505 чел.

## Административное деление
В 1913 году в уезд входило 26 сельских правлений:
| - Агавнатунское — с. Агавнатун (в источнике ошибочно указан как "Агавнашун"), - Аликочакское — с. Аликочаг, - Аштаракское — с. Аштарак, - Баш-Абаранское — с. Баш-Абаран, - Вагаршапатское — с. Вагаршапат, - Гечарлинское — с. Гечерлу, - Егвартское — с. Егварт, - Зейвинское — с. Зейва-Армян, - Каракилисское — с. Каракилис, | - Карпинское — с. Карпи, - Кархунское — с. Кархун, - Карпалинское — с. Карпалу, - Кизил-Тамурское — с. Кизил-Тамур, - Кошское — с. Кош, - Курдукулинское — с. Курдукули, - Магрибанское — с. Магрибан, - Пираганское — с. Пираган, - Сагмосавангское — с. Сагмосаванг, | - Сардарабадское — с. Сардарабад, - Талынское — с. Талын Старый армянский, - Тосское — с. Тос, - Хатунархское — с. Хатунарх-Нижний, - Хейрбеклинское — с. Хейрбеклу, - Чобанкаринское — с. Чобан-Кара, - Шагриарское — с. Шагриар большой, - Эвджилярское — с. Эвджиляр. |

## Населённые пункты
Крупнейшие населённые пункты уезда (население, 1908 год)  
| №  | Населённые пункты | Население, всего |
| -- | ----------------- | ---------------- |
| 1  | Аликочак          | 2350             |
| 2  | Аштарак           | 4100             |
| 3  | Баш-Абаран        | 2119             |
| 4  | Вагаршапат        | 3283             |
| 5  | Гечерлу           | 2906             |
| 6  | Егварт            | 2346             |
| 7  | Казнафар          | 1719             |
| 8  | Курдукули         | 1580             |
| 9  | Кярим-Арх         | 1739             |
| 10 | Мастара           | 2177             |
| 11 | Молла-Баязет      | 1974             |
| 12 | Ошаган            | 2374             |
| 13 | Пираган           | 1674             |
| 14 | Сардарабад        | 2662             |
| 15 | Талынь армянская  | 1593             |
| 16 | Хатун-Арх нижний  | 1616             |
| 17 | Чамурлу           | 1723             |
| 18 | Чобанкара         | 2469             |
| 19 | Шагриар большой   | 2063             |